# 台東庁

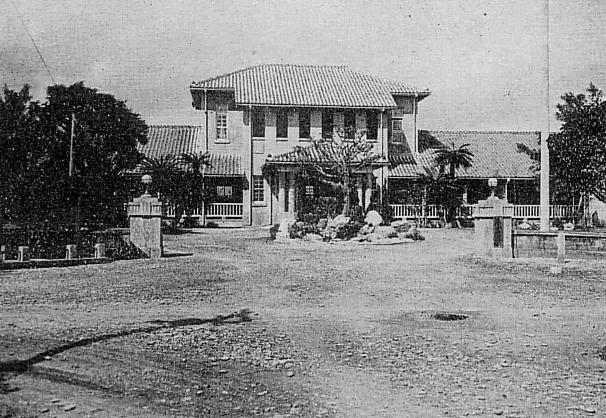
台東庁

台東庁（たいとうちょう、旧字体：臺東廳）は、かつて台湾の地方行政区分だった五州三庁の一つで、現在の台東県にあたる。

## 人口
1941年台湾常住戸口統計より
- 総人口　9万3138人
  - 内訳
    - 内地人　7078人
    - 台湾人　8万5068人
    - 朝鮮人　35人
    - その他　957人

## 行政区分
- 1945年当時
- 背景色が■である部分は1945年以前に廃止された行政区分

### 郡・街庄
| 郡       | 街庄     | 現在の行政区分                       | 備考 |
| -------- | -------- | ------------------------------------ | ---- |
| 台 東 郡 | 台東街   | 台東市、卑南郷の一部                 |      |
| 台 東 郡 | 太麻里庄 | 太麻里郷                             |      |
| 台 東 郡 | 大武庄   | 大武郷                               |      |
| 台 東 郡 | 火焼島庄 | 緑島郷                               |      |
| 台 東 郡 | 蕃地     | 金峰郷、蘭嶼郷、達仁郷、卑南郷の一部 |      |
| 台 東 郡 | 卑南庄   | 1944年廃庄、台東街に編入             |      |
| 関 山 郡 | 関山街   | 関山鎮                               |      |
| 関 山 郡 | 池上庄   | 池上郷                               |      |
| 関 山 郡 | 鹿野庄   | 鹿野郷、延平郷の一部                 |      |
| 関 山 郡 | 蕃地     | 海端郷、延平郷の一部                 |      |
| 新 港 郡 | 新港街   | 成功鎮                               |      |
| 新 港 郡 | 長浜庄   | 長浜郷                               |      |
| 新 港 郡 | 都蘭庄   | 東河郷                               |      |

## 台東庁長
- 相良長綱：1896年5月18日-1904年3月23日
- 森尾茂助：1904年3月23日-1909年10月25日
- 朝倉菊三郎：1909年10月25日-1911年10月28日
- 能勢靖一：1911年10月28日-1916年11月13日
- 市来半次郎：1916年11月13日-1924年1月2日
- 齋藤透：1924年1月2日-1929年10月26日
- 児玉魯一：1929年10月26日-1933年2月2日
- 本間善庫：1933年2月2日-1935年8月21日
- 大磐誠三：1935年8月21日-1939年1月28日
- 佐治孝徳：1939年1月28日-1939年12月27日
- 藤田淳教：1939年12月27日-1942年8月7日
- 山岸金三郎：1942年8月7日-1944年2月14日
- 鈴樹忠信：1944年2月14日-1945年7月27日
- 那須重徳：1945年7月27日-1945年10月25日

## 医療
- 台湾総督府台東病院

## 法院（裁判所）
昭和20年（1945年）当時

(審判の行うことの無かったものを「裁判所」とカウントしなかった)（沿革略）
- （無し）

## 警察
昭和20年（1945年）当時
- 台東庁警務課
  - 台東郡警察課
  - 関山郡警察課
  - 新港郡警察課

## 気象
昭和17年（1942年）当時
- 台東測候所

## 教育

### 中等教育学校
- 台東庁立台東中学校
- 台東庁立台東高等女学校

## 専売局
昭和20年（1945年）当時
- 花蓮港支局台東酒工場（専売局）

## 鉄道
昭和19年（1944年）の路線

### 総督府鉄道
- 台東線

## 道路
昭和14年（1939年）当時

### 指定道路
- 台東花蓮港道
- 台東上大和道
- 台東港道
- 台東知本道
- 都蘭富里道
- 楓港台東道

## 港湾
昭和13年（1938年）当時

### 主要地方港
- 台東港（中国語版）

## 神社
- 台東神社（1911年鎮座）

## 国立公園
- 新高阿里山国立公園（1937年指定）

## 企業
庁内に本社を有する資本金50万円以上の企業である（昭和7年・1932年当時）

### 農林水産業
- 台東開拓

### 製造業
- 台東製糖